# 지경훈
지경훈(1990년 6월 5일 ~ )은 대한민국의 축구 선수이며, 현재 해외 독립구단인 FC 아브닐에서 플레잉코치로 뛰고 있다.

## 선수 경력
2013년, 미국 2부리그 북미 사커리그의 Atlanta Silverbacks에 입단하여 미드필드,수비수로 활약하며 실력을 인정받아 인천 유나이티드팀에서 재도전 했지만 계약에는 실패하였다. 이후, 계속해서 미국,캐나다에서 MLS팀에 도전하였고 밴쿠버에 있는동안 The University of British Columbia 축구팀 감독으로부터 장학생 제한을 받았다.
지경훈 선수는 UBC팀에서 잠시 선수활동을 했고 우승컵을 2개나 들어올렸다.
지경훈 선수는 프로의 꿈을 이루고자 UBC에서 나와 MLS팀에 도전을 하였고
UBC감독은(Mike) 지경훈선수가 더 좋은 몸상태를 유지할 수 있도록 West side FC 팀을 소개시켜 주었다.
지경훈 선수는 이에 보답하듯 미국 MLS팀 Portland FC U-23, Kitsap Pumas FC 두팀으로 제의를 받았고 지경훈선수의 선택은 Kitsap Puams FC였다.
이후 2015년 청춘FC에 합격하여 주전 베스트11으로 활약했고 올랭피크 리옹과의 경기에서 골을 넣는등 눈에 띄는 활약을 선보였다.
방송이 끝난 후 마침내 2016년 2월, 홍콩 프리미어리그의 HK Rangers FC에 입단하며 청춘FC 헝그리 일레븐에 출연했던 선수들 중에서 첫 번째로 해외프로에 진출하는 선수가 되었다.
이후 3월 8일 데뷔전부터 꾸준히 출전하며 맹활약하였고 HK 레인저스 FC가 홍콩 프리미어리그에 잔류하는데 혁혁한 공을 세웠다.
16-17시즌이 시작되면서는 등번호 7번을 받으며 HK 레인저스 FC에서 에이스로 활약하였다. 그 후, FA 선수로 공시되다가 현재 해외 독립구단인 FC 아브닐에서 플레잉코치로 부임하였다.

## 수상

### 개인
- Vancouver Metro Soccer League : MVP (2014)

## 같이 보기
- 청춘FC 헝그리 일레븐